# The Kids Are All Fight
The Kids Are All Fight é o décimo nono episódio da vigésima sexta temporada do seriado de animação de comédia de situação The Simpsons, sendo exibido originalmente na noite de 26 de Abril de 2015 pela Fox Broadcasting Company (FOX) nos Estados Unidos.

## Enredo
Homer vai à Taverna do Moe, mas quando ele decide pagar a cerveja, descobre que o bolso de seu paletó tem muitas coisas antigas, incluindo um velho rolo de filme nunca revelado. Carl diz que os lugares de Spriengfield que revelavam fotografias não existem mais, mas Moe diz a Homer que pode revelar o filme pois seu bar é tão mal iluminado que é como uma câmara escura. Eles então percebem porque o filme nunca foi revelado: estava cheio de fotos de Bart e Lisa brigando. As crianças ficam curiosas sobre como eles pararam de brigar o tempo todo, e Marge lhes conta uma história, que leva a um flashback. 
O flashback mostra eventos acontecidos há seis anos, quando Bart tinha 4 anos e Lisa tinha 2. Eles foram a uma biblioteca para assistir a uma sessão de contar histórias, mas a dupla começou a bater um no outro com livros e foram expulsos de lá. Mais tarde, naquela noite, Bart está assustado por causa de sua cama de palhaço. No dia seguinte, ele faz um desenho da cama, mas Lisa pega seu lápis alegando que ele a roubou, e mostra a Bart que pode escrever seu nome melhor do que ele próprio. Bart fica bravo e começa a bater nela com um brinquedo, mas Homer vê isso e o estrangula. Bart bate na cabeça do Homer com um abajur, deixando Marge desapontada. Marge fica tão frustrada com as crianças que começa a ter pesadelos, e eles decidem levá-las a uma psicóloga. Esta profissional diz que um dos filhos é inteligente e bom (Lisa) e o outro é fraco e malvado (Bart). De volta à casa, Ned Flanders decide ajudá-los, pedindo à vovó Flanders tomar conta das crianças para que Homer e Marge aproveitem o dia para um brunch com ele e Maude Flanders. Na casa dos Flanders, a vovó Flanders parece ter morrido, deixando as crianças sem supervisão. Bart e Lisa tentam voltar para casa, mas a porta está trancada. Eles ouvem um caminhão de sorvete. Bart pega seu triciclo e Lisa pega seu carro a pedal para comprar sorvete, mas eles se perdem em Springfield. 
Mais tarde, Ned encontra sua avó inconsciente e percebe que os filhos dos Simpsons se foram, para o desespero de Homer e Marge. Na cidade, Bart entra numa viela, onde encontra Kearney, Dolph e Jimbo. Os valentões levam seu triciclo, mas Lisa começa a chorar e eles decidem deixá-los em paz. Neste momento, Bart percebe que Lisa é inteligente e que eles formam uma boa equipe. Depois, eles vão para o Castelo dos Aposentados, onde o Vovô Simpson cuida deles. Entretanto, o avô cochila e eles escapam novamente. Homer e Marge tentam encontrar as crianças desesperadamente, e as encontram em cima da pilha de pneus que estão sendo queimados. Homer tenta dobrar uma árvore para salvá-los, mas o galho que ele segurava se partiu, catapultando as crianças de volta para casa e para a cama de palhaço, que se desfaz. Bart ouve outro caminhão de sorvete, mas Lisa o segura. De volta aos dias de hoje, Marge conta que desde aquele dia, todos se deram bem e puderam então ter a Maggie. No final do episódio, o Dr. Hibbert conta a Ned que sua avó sobreviveu, e Moe chama Homer de "Pai do Ano".

## Recepção

### Avaliação Crítica
Dennis Perkins, do The A.V. Club, deu ao episódio uma classificação B-, dizendo que "para todos os diferentes usos cômicos e satíricos que estão colocados, Bart e Lisa ainda podem ser eficaz como personagens quando a mostra nos lembra que eles ainda são apenas crianças."

### Audiência
De acordo com o instituto de medição de audiências Nielsen Ratings, o episódio foi visto em sua exibição original por 3,33 milhões de telespectadores e recebeu uma quota de 1,5/5 na demográfica de idades 18-49. O show foi o mais visto da FOX naquela noite.

## Ligações Externas
- "The Kids Are All Fight" (em inglês) no IMDb